# Savitaipale
Savitaipale – gmina w Finlandii, położona w południowo-wschodniej części kraju, należąca do regionu Karelia Południowa.

## Etymologia
Pochodzenie nazwy Savitaipale nie jest jednoznacznie wyjaśnione. Jedna z teorii mówi o pochodzeniu od Saimaa-taival lub Savontaival, przy czym taival w języku fińskim oznacza drogę, odcinek. Innym wyjaśnieniem jest pochodzenie od Savilahti Taipale – Savilahti, zatoki która odchodzi z jeziora Saimaa w kierunku jeziora Kuolimo – w skrócie Savitaipale.

## Administracja
Gmina zarządzana jest przez wójta (fiń. Kunnanjohtaja) i radę gminy, w której zasiada 21 członków. W wyniku wyborów do władz lokalnych w 2021 roku, w radzie najwięcej miejsc zajmują przedstawiciele Partii Centrum (10 na 21). Wójtem gminy od 2021 roku jest Johanna Mäkelä, która zastąpiła na tym stanowisku Kimmo Kainulainena.

## Geografia
Gmina leży w południwo-wschodniej części Finlandii w regionie Karelia Południowa, nad jeziorami Kuolimo i Saimaa. Centrum Savitaipale leży nad jeziorem Kuolimo, na obszarze drugiego łańcucha polodowcowych wzgórz Salpausselkä. Oddalone jest o 37 km od Lappeenranty, o ok. 80 km od Kouvoli, ok. 70 km od Mikkeli i ok. 200 km od Helsinek. Na terenie gminy znajduje się 9 wiosek: Havo, Heituinlahti, Hyrkkälä, Kuivasensaari, Paimensaari, Partakoski, Savitaipaleen kirkonkylä, Säänjärvi i Välijoki.
Savitaipale położone jest na terenie geoparku Saimaa. Większa część gminy leży na obszarze drugiego łańcucha polodowcowych wzgórz Salpausselkä. W okresie ostatniego zlodowacenia (11 600–11 400 lat temu) w pobliżu centrum gminy (Lavikanlahti) znajdował się jeden z największych i najdłużej utrzymujących się kanałów odpływowych. 
Skały macierzyste regionu uformowały się, kiedy glina i piasek z dna dawnego morza uległy przeobrażeniu w gnejs łyszczykowy podczas fałdowania 1900 milionów lat temu. W tym samym czasie ze skał wulkanicznych tworzących dno dawnego morza utworzyły się wąskie pasy przebiegające równoległe do depozytów gnejsu. Podczas fałdowania doszło do stopienia się skorupy ziemskiej i powolnej krystalizacji magmy, wskutek czego powstało wiele skał plutonicznych, m.in. granodioryt i gabro. Najmłodsze skały macierzyste tworzy granit rapakiwi skrystalizowany ok. 1650–1620 milionów lat temu.  
Skały macierzyste przykrywa cienka, luźna warstwa materiału powstałego w procesach erozyjnych i depozytowych związanych ze zlodowaceniem, przede wszystkim piasku i żwiru. 
W wodach jeziora Kuolimo przetrwały relikty z epoki lodowej – kur rogacz i Salvelinus. 

## Historia

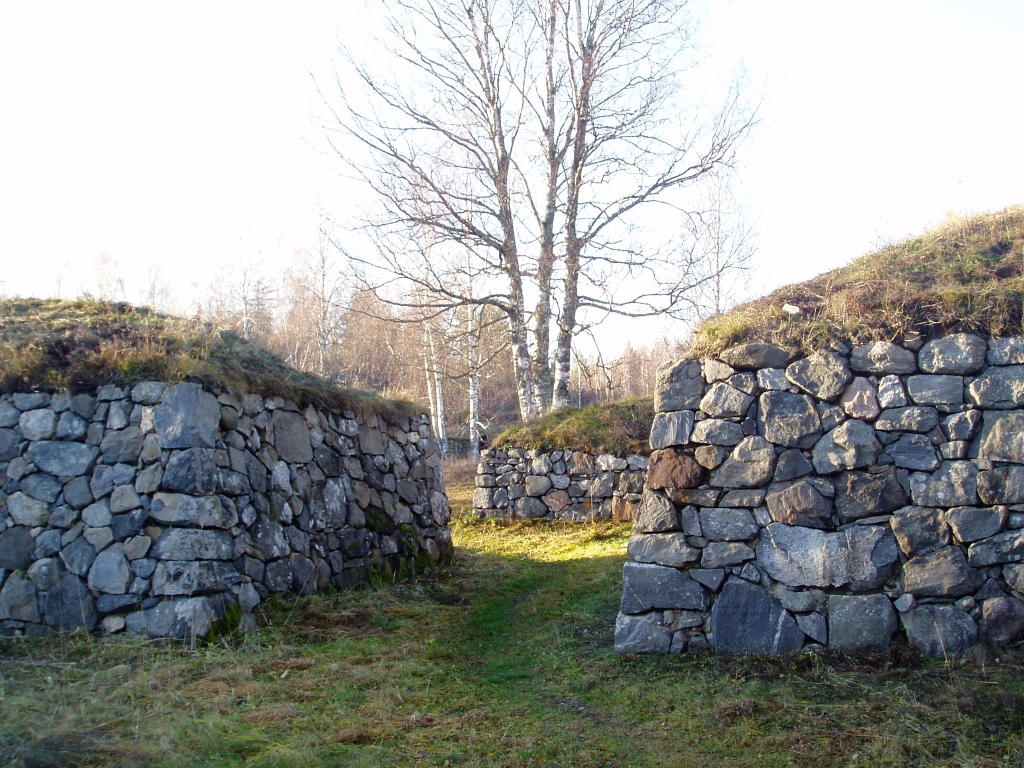
Pozostałości twierdzy Kärnäkoski (2006)

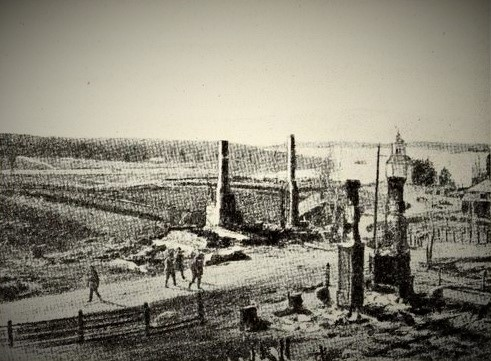
Zniszczone Savitaipale po wojnie domowej w 1918 roku

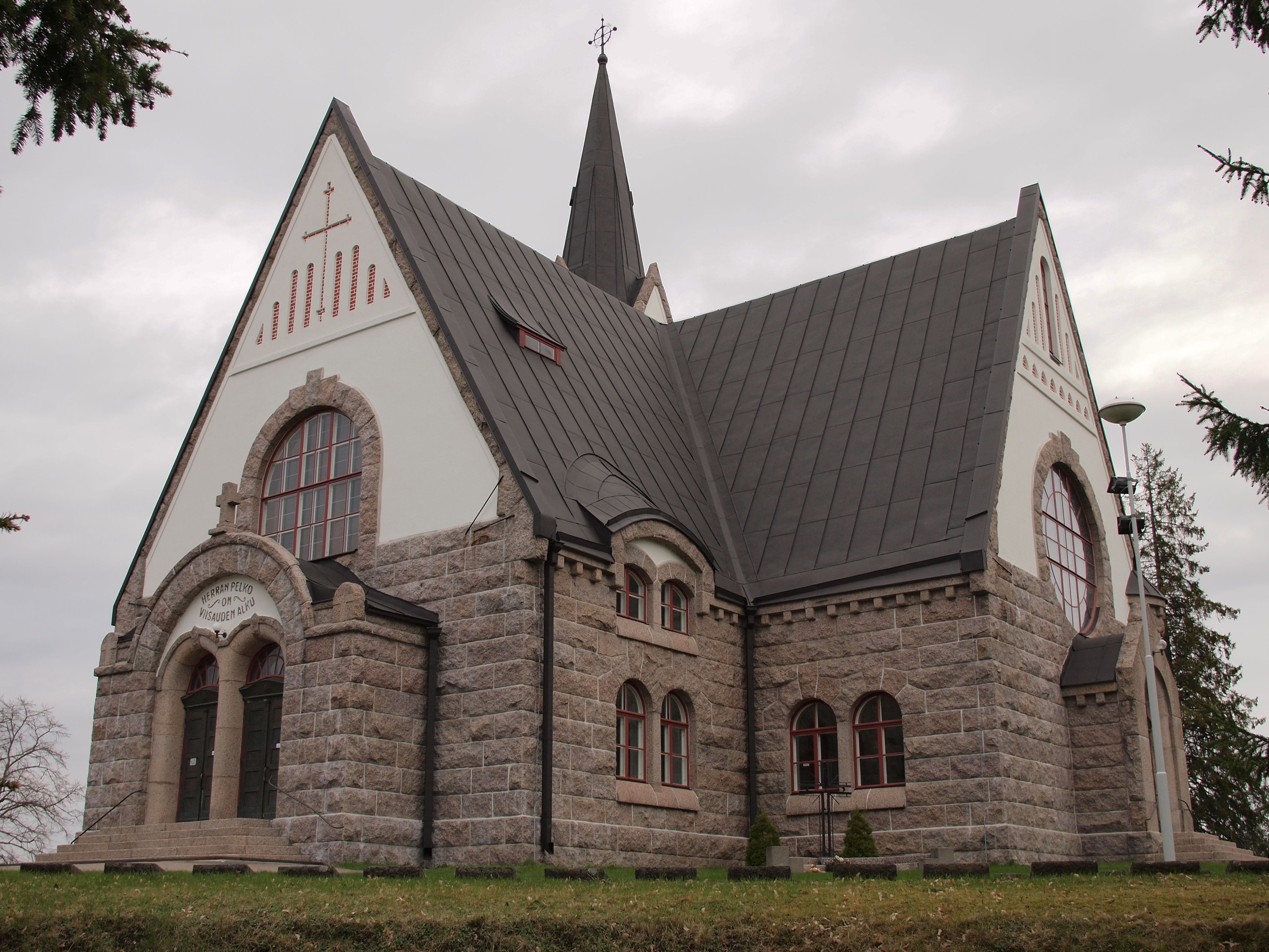
Kościół w Savitaipale (2014)

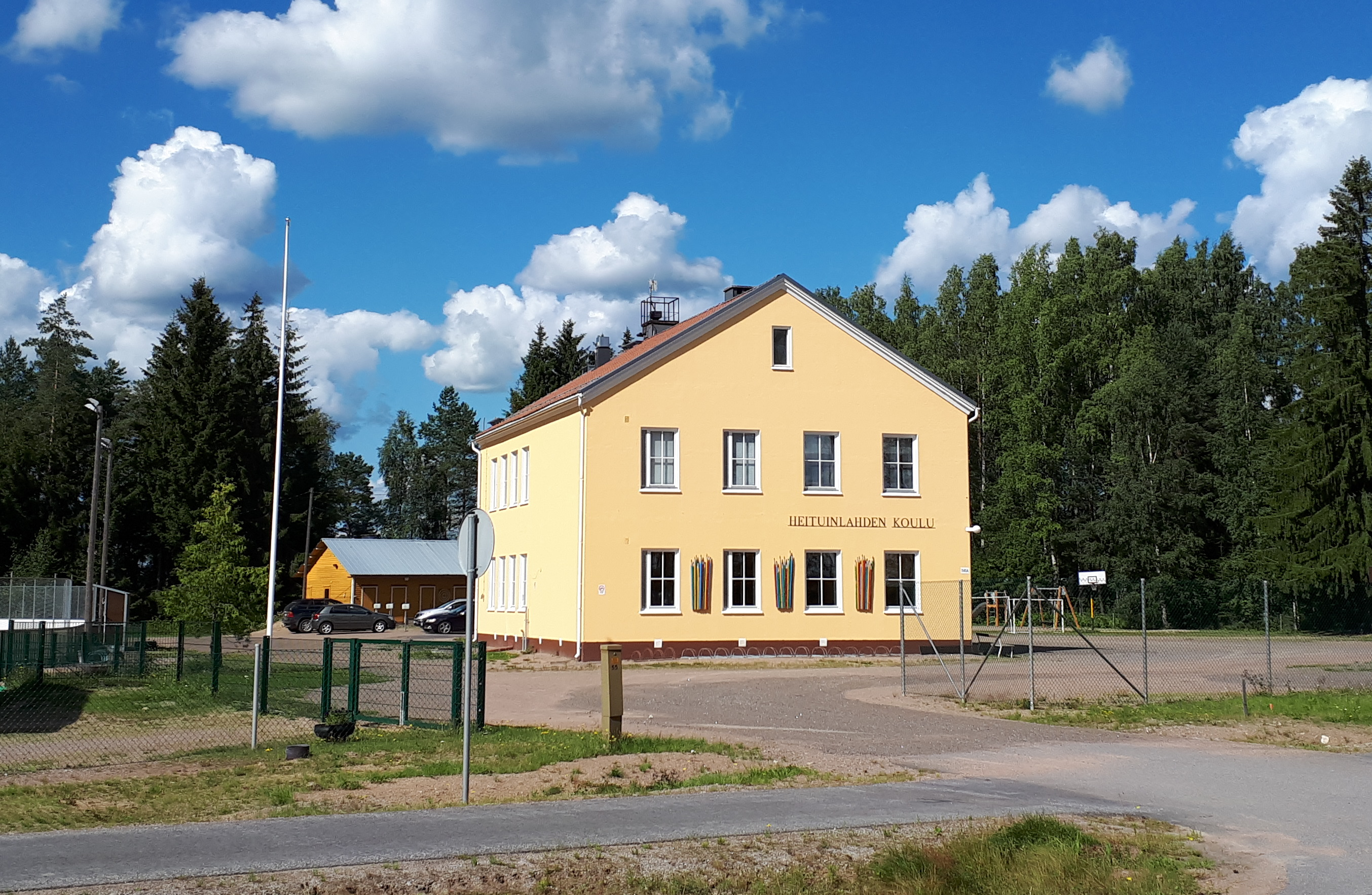
Gmach szkoły podstawowej w Heituinlahti (2017)

Pierwsze ślady osadnictwa w regionie pochodzą z okresu epoki kamienia (3000–1600 p.n.e.) i zostały znalezione nad jeziorem Kuolimo. Współcześnie południowe brzegi Kuolimo opasuje szlak turystyczny „Ślady Epoki Lodowej – Człowiek Epoki Kamienia”, a w miejscu nazywanym Rovastinoja odtworzono prehistoryczną chatę z torfu. Na terenie gminy odkryto również prehistoryczne rysunki naskalne.  
Savitaipale należało do ewangelicko-luterańskiej parafii Lappee a od 1570 roku do parafii Taipalsaari. W 1639 roku stało się samodzielną parafią, obejmującą 46 wiosek w regionie Taipalsaari i 2 w obszarze Mäntyharju. W XIX w. przeprowadzono reformę administracyjną i zadania związane z biznesem, edukacją, opieką socjalną i zdrowotną przejęły nowo utworzone gminne władze świeckie. Parafia zajmowała się wyłącznie sprawami kościelnymi. Z uwagi na zaginięcie protokołów, przyjmuje się, że świecka administracja rozpoczęła działalność w 1867 roku. Prawa głosu przyznano wszystkim członkom gminy z fińskim obywatelstwem i płacącym lokalne podatki, a liczba głosów zależała od stanu posiadania.
W 1791 roku na przesmyku między jeziorami Kuolimo i Saimaa rosyjski generał Aleksandr Suworow (1729–1800) wzniósł twierdze Kärnäkoski i Partakoski jako jeden z elementów nowego systemu obronnego Sankt Petersburga. Miały one służyć jako bazy dla rosyjskiej floty na jeziorze Saimaa na szlaku wodnym między twierdzą w Lappeenrancie a Olavinlinną. Po utworzeniu Wielkiego Księstwa Finlandii w 1809 roku Rosjanie opuścili obydwa forty, a z czasem twierdza Kärnäkoski została rozebrana. 
Na początku XIX w. pastorem w Savitaipale był Peter Adolf Europaeus (1753–1825), który zajmował się językoznawstwem i literaturoznawstwem i przez ponad 20 lat korespondował z historykiem i językoznawcą Henrikiem Gabrielem Porthanem (1739–1804). Jego syn Daniel (1820–1884) również pasjonował się językami i literaturą, zbierał runy i opowieści ludowe, które m.in. wzbogaciły nowe wydanie Kalevali w 1849 roku. Europaeusa upamiętnia lokalne muzeum poświęcone jego życiu i twórczości znajdujące się nad brzegiem jeziora Kuolimo oraz pomnik–płaskorzeźba z 1971 roku dłuta Viljo Savikurje (1905–75) z podobizną badacza i cytatem Kullervo – jednego z bohaterów Kalevali. 
W 1906 roku wzniesiono ratusz, który służył m.in. także jako kościół i archiwum. Podczas wojny domowej w 1918 roku Savitaipale doznało rozległych zniszczeń, m.in. spaleniu uległ drewniany kościół. Na miejscowym cmentarzu znajduje się zbiorowa mogiła Czerwonych oraz wzniesiony w 1920 roku pomnik upamiętniający poległych Białych.  
W 1919 roku po wprowadzeniu powszechnego i równego prawa wyborczego, w Savitaipale wybrano pierwszą radę miejską. W latach 20. XX w. obok rady funkcjonował także zarząd gminy.
W 1924 roku wzniesiono kamienny kościół w neogotyckim stylu narodowego romantyzmu według projektu Josefa Stenbäcka. Do jego budowy użyto lokalnego granitu – rapakiwi. Naprzeciwko kościoła stoi dzwonnica z 1779 roku. Podczas wojny zimowej do Savitaipale ewakuowano władze diecezji z Wyborga.

## Demografia
Na koniec grudnia 2023 roku liczba mieszkańców gminy wynosiła 3216 osób. Na koniec roku 2022 było to 3256 osób. Prawie połowa mieszkańców gminy jest w wieku 15–64 lat – 49,2%, 40,0% powyżej 64 roku życia a 10,8% poniżej 15 roku życia (dane na koniec 2022 roku). Udział cudzoziemców wynosi 1,2% (dane na koniec 2022 roku). 
Odsetek mieszkańców powyżej 15 roku życia z wykształceniem co najmniej średnim wynosi 66,9% a z wykształceniem wyższym 21,2% (dane na koniec 2021 roku).

## Gospodarka
Gospodarka Savitaipale opiera się na rolnictwie, leśnictwie i turystyce. Na terenie gminy funkcjonują niewielkie tartaki i zakłady obróbki drewna, przedsiębiorstwa z branży metalowej i surowcowej a także firmy budowlane, transportowe i przetwórstwa spożywczego. Rola branży turystycznej nabiera coraz większego znaczenia. W sezonie turystycznym liczba mieszkańców gminy ulega potrojeniu – na terenie gminy znajduje się ok. 3000 domków letniskowych.
W 2020 roku na terenie gminy zarejestrowane były 1148 osoby pracujące, stopa zatrudnienia wynosiła 81,9% a stopa bezrobocia 10,0%. W usługach zatrudnionych było 64,5%, 17,0% w rolnictwie, leśnictwie i rybołówstwie a 15,9% w przemyśle przetwórczym (dane na koniec 2021 roku). W 2021 roku na terenie gminy było 940 miejsc pracy.

## Transport
Centrum Savitaipale leży przy drodze nr 13 łączącej Lappeenrantę z Mikkeli. Najbliższa stacja kolejowa i lotnisko zlokalizowane są w Lappeenrancie. Centrum gminy ma połączenia autobusowe z Lappeenrantą i z Mikkeli.

## Edukacja
W gminie działają dwie szkoły podstawowe – szkoła w Heituinlahti z klasami 1–6 oraz Szkoła im. Europaeusa w centrum Savitaipale z klasami 1–9. W centrum Savitaipale znajduje się również szkoła średnia oraz centrum kształcenia dzieci i dorosłych.

## Wspólnoty wyznaniowe
- Ewangelicko-Luterański Kościół Finlandii – parafia Taipale[27]
- Fiński Kościół Prawosławny – parafia prawosławna w Lappeenrancie[28]

## Ludzie związani z Savitaipale
- Alatalo, Toimi (1929–2014) – biegacz narciarski, złoty medalista olimpijski.
- Europaeus, David Emmanuel Daniel (1820–1884) – językoznawca i etnolog, uważany za pioniera onomastyki
- Hietamies, Mirja (1931–2013) – biegaczka narciarska, dwukrotna medalistka olimpijska
- Kyllönen, Matti (ur. 1949) – dziennikarz i komentator sportowy
- Myyrä, Jonni (1892–1955) – lekkoatleta oszczepnik, dwukrotny mistrz olimpijski
- Niemi, Matti (ur. 1958) – profesor prawa cywilnego
- Rautio, Väinö (1894–1974) – malarz pejzażysta i portrecista
- Savikurki, Viljo (1905–1975) – rzeźbiarz
- Tikkanen, Päivi (ur. 1960) – biegaczka długodystansowa
- Tikka, Taneli (ur. 1978) – prezes państwowej firmy Valtion kehitysyhtiö Vake Oy